# 菲律宾蛙口夜鹰
菲律宾蛙嘴夜鹰（学名：Batrachostomus septimus）是一种夜鸟，在整个菲律宾群岛都可以找到，通常生活在低地森林。目前对于这种鸟知之甚少，因为它们仅在牙尖活动并且不发出任何叫声。它们以蝗虫、蝉、蟋蟀和甲虫为食。

## 繁殖
它们在距离地面2-5米的水平的树枝上筑巢，使用父母自己的羽毛，并利用蜘蛛丝、苔藓和地衣建成。雌性鸟每个季节产一枚卵。雄性在白天孵卵，雌性则在夜间孵卵。